# Flipboard
Flipboard — компанія агрегатор новин та агрегатор соціальних мереж, що базується в Пало-Альто, Каліфорнія, з офісами в Нью-Йорку, Ванкувері та Пекіні. Її застосунок Flipboard було вперше випущено в липні 2010 року. Він агрегує контент із соціальних медіа, новин, сайтів для обміну фотографіями і відображає їх у форматі журналу. Читачі також можуть зберігати історії у журналах Flipboard. Окрім мобільних застосунків на iOS та Android, доступна також браузерна та десктопна версія Flipboard. У серпні 2018 року сервісом користувались 145 мільйонів людей щомісячно.

## Історія
Flipboard спочатку був запущений виключно для iPad у 2010 році. Версії iPhone та iPod Touch були представлені у грудні 2011 року.
Компанія отримала 50 мільйонів доларів інвестицій від JPMorgan Chase у липні 2015 року.
У вересні 2016 року кількість скачувань додатка Flipboard сягнула 500 мільйонів.

## Цензура
15 травня 2011 року Китай заблокував Flipboard. Починаючи з лютого 2015 року компанія розпочала самоцензуру, автоматично видаливши Twitter, Facebook та ін., адаптувавши сервіс до вимог китайського уряду.